# System Center Configuration Manager vNext
SCCM vNext (znane także jako v.Next) - narzędzie stworzone przez Microsoft w ramach rodziny Microsoft System Center. Od System Center Configuration Manager różni się podejściem - zarządzanie nakierowane jest na użytkownika, a nie jego komputer.
Jest to  narzędzie do zarządzania wdrażaniem systemów operacyjnych, konfiguracją, inwentaryzacją, licencjami, aplikacjami i poprawkami. SCCM v.Next dzięki integracji z rozwiązaniami System Center Opalis, umożliwia między innymi wdrażanie wirtualnych aplikacji z Citrix XenApp oraz zarządzanie telefonami z Symbianem.
Inne własności SCCM vNext:
- Serwery siedzib i ról będą wymagały 64bitowych systemów operacyjnych  (z wyjątkiem Distribution Point)
- Replikacja danych pomiędzy siedzibami będzie wykorzystywać mechanizmy replikacji MS SQL
- Portal self-service z aplikacjami dla użytkowników końcowych
- Konsola administracyjna nie będzie już bazować na MMC, dzięki czemu zyska na funkcjonalności
- Usprawniona delegacja uprawnień (per Rola)
- Siedziby Primary (podstawowe) będą miały za zadanie rozszerzanie skalowalności
- Ustawienia agentów klienckich (Client Agents) bedą per kolekcję)
- Nowy typ siedziby : CAS – Central Administraton Site. Jego jedynymi zadaniami będzie tylko administracja i raportowanie
- Punkty dystrybucji (DP) będą miały część funkcjonalności Sender’ów (np. o przepustowości), dzięki czemu jeszcze bardziej zostanie zredukowana potrzeba posiadania siedzib podrzędnych (Secondary Sites)
- Wbudowane pełne wsparcie dla urządzeń mobilnych (zostanie włączona funkcjonalność dostępna dotychczas w osobnym produkcie System Centre Mobile Device Manager)